# Jo Tong-sop
Jo Tong-sop (1 de maio de 1959) é um treinador de futebol norte-coreano.

## Carreira
Jo Tong-sop comandou a Seleção Norte-Coreana de Futebol na Copa da Ásia de 2011 e 2015.